# Emanuel Reynoso
Pour les articles homonymes, voir Reynoso.
Emanuel Reynoso, né le 16 novembre 1995 à Córdoba en Argentine, est un footballeur argentin jouant au poste de milieu offensif au CA Talleres. Il est surnommé « Bebelo » ou « Rey ».

## Biographie

### Débuts en Argentine
Emanuel Reynoso grandit dans le quartier d'Ituzaingó, à la périphérie de Córdoba. Issu d'une famille pauvre, il vend le pain que lui confectionne sa mère pour avoir les moyens d'aller s'entraîner, confronté à un environnement où trois de ses sept frères sont en prison. Il joue jusqu'à l'âge de quinze ans au Club Infantil Barrio Ituzaingó (CIBI), puis il rejoint le Club Atlético Talleres. Il reçoit une balle dans le genou de sa jambe gauche en mars 2014, lorsque deux criminels souhaitent s'emparer de sa moto. Lorsqu’il est remis de sa blessure par balle, il est victime d’un accident de moto et a pensé à arrêter le football. Le club le convainc alors de continuer le football.
Il fait ses débuts avec le Club Atlético Talleres le 15 octobre 2014 contre le Club Atlético Alvarado (es), lors d'une rencontre du Torneo Federal A,. Le 29 janvier 2016, il fait ses débuts en tant que titulaire en Primera B Nacional contre Guillermo Brown (es). À la fin de la saison, il remporte la Primera B Nacional avec le Club Atlético Talleres.
La saison suivante, le 1er octobre 2016, il joue son premier match de Primera División lors de la cinquième journée contre le Club Atlético Aldosivi, remplaçant Jonathan Menéndez (es). Le 21 octobre, lors de la septième journée, il délivre sa première passe décisive en Primera División en faveur de son coéquipier Jonathan Menéndez (es), contre la Defensa y Justicia. Le 28 février 2017, il change de numéro de maillot en passant du 33 au numéro 10, anciennement porté par Daniel Ludueña, parti libre,. Le 19 mars, il marque son premier but et délivre également une passe décisive, permettant à son équipe de s'imposer face au Boca Juniors à La Bombonera,.
Le 12 mai 2017, il est inculpé comme suspect pour son implication présumée dans une fusillade survenue le 10 mars dans le quartier d'Ituzaingó. Il nie les accusations portées contre lui. Le jour suivant, le club ne le convoque pas pour le clásico cordobés (es) contre le Club Atlético Belgrano,. Malgré l'intérêt de gros clubs tels que le Boca Juniors, le River Plate, le Racing Club, le Benfica, le Sporting CP, le FC Porto, la Fiorentina, le Club León et le Zénith Saint-Pétersbourg. Aucune des propositions précédentes ne se concrétise.

### Boca Juniors
Le 3 janvier 2018, le Club Atlético Talleres est prêt à vendre 50% des droits du joueur pour un montant de 3,5 millions de dollars au Boca Juniors. Le lendemain, le président de Boca, Daniel Angelici (es), confirme que son club se retire de la négociation après avoir considéré que le prix est trop élevé. Malgré l'offre du Club Atlético Independiente, il signe officiellement avec le Boca Juniors le 23 janvier (pour 50 % des droits du joueur, 50 % reste au profit du Club Atlético Talleres en cas de revente),.
Le 18 février 2018, il fait ses débuts en tant que titulaire avec Boca contre le Club Atlético Banfield, lors de la seizième journée de Primera División,. Puis, il fait ses débuts en Copa Libertadores contre Alianza Lima le 1er mars. Le 12 mai, il délivre deux passes décisives en faveur de ses coéquipiers Emmanuel Mas (es) et Oscar Benítez contre le Club Atlético Huracán. À la fin de la saison, il remporte la Primera División avec Boca Juniors. La saison suivante, le 9 mars 2019, il délivre deux passes décisives en faveur de ses coéquipiers Nahitan Nández et Sebastián Villa contre San Lorenzo. Le 17 mars, il inscrit son premier but avec Boca contre San Martín, lors de la vingt-troisième journée de Primera División.
Le 10 avril 2019, il inscrit son premier but en Copa Libertadores contre Jorge Wilstermann. Le 2 mai, il remporte la supercoupe d'Argentine (en) contre Rosario Central, victoire aux tirs au but (6-5). Le 15 juillet, il reçoit le prix du meilleur but de la saison, grâce à son but inscrit contre San Martín. Le 21 août, il marque un but sur coup franc contre la Liga de Quito en quarts de finale aller de la Copa Libertadores. Il remporte sa deuxième Primera División avec Boca,.
En janvier 2020, il est approché par Minnesota United qui évolue en Major League Soccer. Selon ESPN, les deux clubs sont proches d'un accord en février 2020. La pandémie de Covid-19 et l’arrêt subséquent de la MLS le 12 mars mettent ensuite les pourparlers en pause, mais Adrian Heath déclare à ESPN que Minnesota United n’a pas abandonné de le faire signer. Fin août 2020, Minnesota United et le Boca Juniors ont trouvé un accord pour son transfert chez les Loons,.

### Minnesota United
Il poursuit sa carrière en Amérique du Nord lorsqu'il est transféré à Minnesota United en Major League Soccer le 1er septembre 2020, en tant que joueur désigné,. Il signe un contrat garanti jusqu'à la fin de la saison 2023 puis une année en option. Le montant du transfert est de cinq millions de dollars.
Le jour suivant, il participe à son premier match avec le club basé à Minneapolis-Saint Paul en entrant à la 71e minute à la place de Ján Greguš, lors d'une rencontre de Major League Soccer contre le Dynamo de Houston,. Le 6 septembre, il dispute sa première rencontre en tant que titulaire et délivre sa première passe décisive en Major League Soccer en faveur de son coéquipier Robin Lod, face au Real Salt Lake,. Le 8 novembre, il marque son premier but en MLS et délivre également deux passes décisives en faveur de son coéquipier Kevin Molino, permettant à son équipe de s'imposer face au FC Dallas,.
Lors des séries éliminatoires, il délivre six passes décisives en trois rencontres,. Lors du premier tour, il distille deux passes décisives en faveur de ses coéquipiers Kevin Molino et Robin Lod face aux Rapids du Colorado. Il délivres deux passes décisives à Kevin Molino et une à Bakaye Dibassy face au Sporting Kansas City, lors de la demi-finale de conférence,. Lors de la finale de conférence, il marque sur coup-franc direct et délivre une passe décisive en faveur de son coéquipier Bakaye Dibassy face aux Sounders de Seattle,. Minnesota United est éliminé au porte de la finale,.

## Statistiques détaillées
| Saison                | Club                  | Championnat           | Championnat | Championnat | Championnat | Coupe(s) nationale(s) | Coupe(s) nationale(s) | Coupe(s) nationale(s) | Supercoupe | Supercoupe | Supercoupe | Compétition(s) continentale(s) | Compétition(s) continentale(s) | Compétition(s) continentale(s) | Compétition(s) continentale(s) | Séries | Séries | Séries | Total | Total | Total |
| Saison                | Club                  | Division              | M.          | B.          | P.d.        | M.                    | B.                    | P.d.                  | M.         | B.         | P.d.       | Comp.                          | M.                             | B.                             | P.d.                           | M.     | B.     | P.d.   | M.    | B.    | P.d.  |
| 2014                  | CA Talleres           | Torneo Federal A      | 1           | 0           | 0           | 1                     | 0                     | 0                     | -          | -          | -          | -                              | -                              | -                              | -                              | -      | -      | -      | 2     | 0     | 0     |
| 2015                  | CA Talleres           | Torneo Federal A      | 1           | 0           | 0           | -                     | -                     | -                     | -          | -          | -          | -                              | -                              | -                              | -                              | -      | -      | -      | 1     | 0     | 0     |
| 2016                  | CA Talleres           | Primera B Nacional    | 16          | 0           | 0           | 3                     | 1                     | 0                     | -          | -          | -          | -                              | -                              | -                              | -                              | -      | -      | -      | 19    | 1     | 0     |
| 2016-2017             | CA Talleres           | Primera División      | 25          | 2           | 4           | 1                     | 0                     | 0                     | -          | -          | -          | -                              | -                              | -                              | -                              | -      | -      | -      | 26    | 2     | 4     |
| 2017-2018             | CA Talleres           | Primera División      | 9           | 0           | 0           | 1                     | 1                     | 0                     | -          | -          | -          | -                              | -                              | -                              | -                              | -      | -      | -      | 10    | 1     | 0     |
| Sous-total            | Sous-total            | Sous-total            | 52          | 2           | 4           | 6                     | 2                     | 0                     | 0          | 0          | 0          | -                              | 0                              | 0                              | 0                              | 0      | 0      | 0      | 58    | 4     | 4     |
| 2017-2018             | Boca Juniors          | Primera División      | 11          | 0           | 3           | -                     | -                     | -                     | 0          | 0          | 0          | CL                             | 5                              | 0                              | 0                              | -      | -      | -      | 16    | 0     | 3     |
| 2018-2019             | Boca Juniors          | Primera División      | 16          | 1           | 2           | 3                     | 0                     | 0                     | 1          | 0          | 0          | CL                             | 5                              | 1                              | 0                              | -      | -      | -      | 25    | 2     | 2     |
| 2019-2020             | Boca Juniors          | Primera División      | 18          | 1           | 3           | 1                     | 0                     | 0                     | -          | -          | -          | CL+CL                          | 4+2                            | 1+1                            | 0                              | -      | -      | -      | 25    | 3     | 3     |
| Sous-total            | Sous-total            | Sous-total            | 45          | 2           | 8           | 4                     | 0                     | 0                     | 1          | 0          | 0          | -                              | 16                             | 3                              | 0                              | 0      | 0      | 0      | 66    | 5     | 8     |
| 2020                  | Minnesota United      | MLS                   | 13          | 1           | 6           | -                     | -                     | -                     | -          | -          | -          | -                              | -                              | -                              | -                              | 3      | 1      | 6      | 16    | 2     | 12    |
| 2021                  | Minnesota United      | MLS                   | 29          | 5           | 4           | -                     | -                     | -                     | -          | -          | -          | -                              | -                              | -                              | -                              | 1      | 0      | 0      | 30    | 5     | 4     |
| 2022                  | Minnesota United      | MLS                   | 29          | 10          | 6           | 1                     | 1                     | 0                     | -          | -          | -          | -                              | -                              | -                              | -                              | 1      | 1      | 0      | 31    | 12    | 6     |
| 2023                  | Minnesota United      | MLS                   | 10          | 6           | 1           | 0                     | 0                     | 0                     | -          | -          | -          | LCup                           | 5                              | 2                              | 3                              | -      | -      | -      | 15    | 8     | 4     |
| Sous-total            | Sous-total            | Sous-total            | 81          | 22          | 17          | 1                     | 1                     | 0                     | 0          | 0          | 0          | -                              | 5                              | 2                              | 3                              | 5      | 2      | 6      | 92    | 27    | 26    |
| Total sur la carrière | Total sur la carrière | Total sur la carrière | 178         | 26          | 29          | 11                    | 3                     | 0                     | 1          | 0          | 0          | -                              | 21                             | 5                              | 3                              | 5      | 2      | 6      | 216   | 36    | 38    |

## Palmarès
| CA Talleres - Championnat d'Argentine de deuxième division (1) : - Champion : 2016 (en). - Championnat d'Argentine de troisième division (1) : - Champion : 2015. |  | Boca Juniors - Championnat d'Argentine (2) : - Champion : 2017-2018 et 2019-2020. - Supercoupe d'Argentine (1) : - Vainqueur : 2019 (en). |